# 法師 (龍與地下城)
法師（英語：Wizard）是奇幻角色扮演遊戲龍與地下城的標準職業之一。法師透過研讀奧術而擁有施法能力。